# Gasfjäder

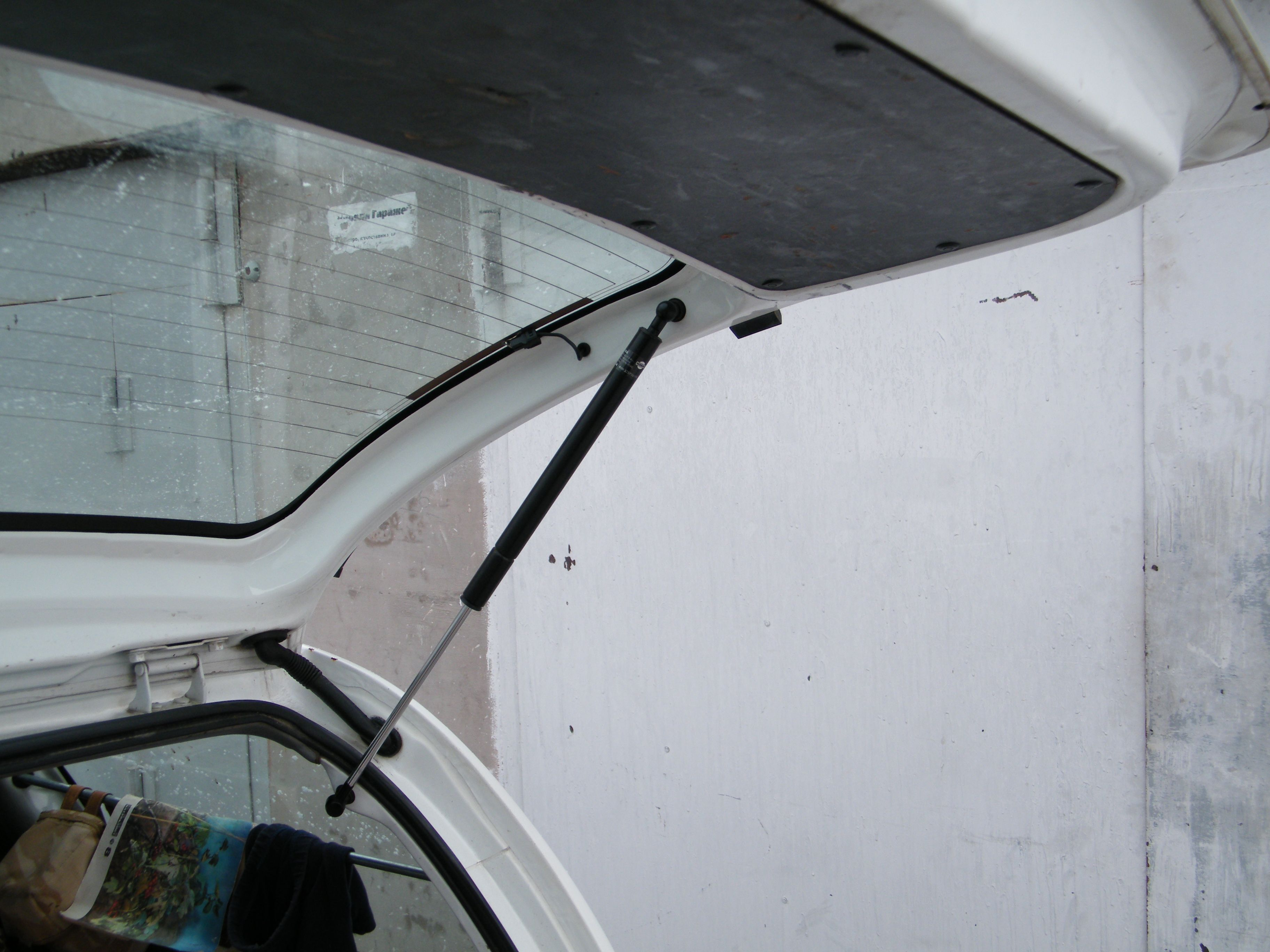
En gasfjäder i en bils baklucka.

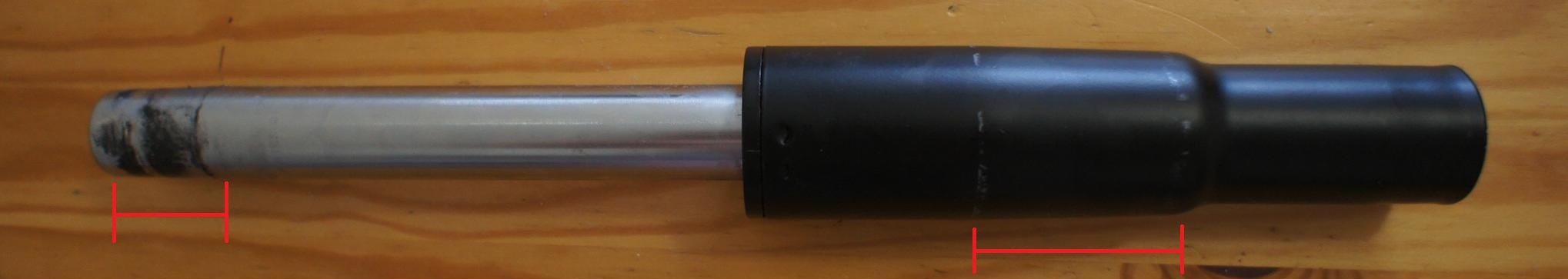
Gasfjäder till en stol.

En gasfjäder eller pneumatisk fjäder är en fjäderanordning uppbyggd på en gasbehållare. Vid deformation ändras gasens tryck. Gasfjädrar förekommer bland annat i kontorsstolar.